# Culture de l'Arkansas
 (novembre 2022).
La culture de l'Arkansas est une sous-culture du sud des États-Unis d'Amérique issue des cultures européenne, afro-américaine et amérindienne. Comme bon nombre d'États des États-Unis, la culture des Arkansasais a été façonnée par la conquête de l'Ouest, l'esclavage, la guerre de Sécession, la Reconstruction, les lois Jim Crow et la ségrégation raciale, la Grande Dépression et le Mouvement américain des droits civiques.
La culture de l'Arkansas peut être également vue et entendue dans sa littérature, sa musique, ses sports, ses films, sa télévision et son art. Plusieurs personnalités culturelles tels que John Gould Fletcher, Johnny Cash ou encore Larry D. Alexander sont originaires de l'Arkansas.